# Cyrtojana
Cyrtojana é um gênero de mariposa pertencente à família Eupterotidae.É representada apenas pela espécie Cyrtojana trilineata.